# Sankt Margarethen an der Sierning
Sankt Margarethen an der Sierning  är en ort och kommun  i Österrike. Den ligger i distriktet Sankt Pölten-Land i förbundslandet Niederösterreich, 70 kilometer väster om huvudstaden Wien.
Kommunen består av 13 orter (Ortschaften) (inom parentes invånarantal 1 januari 2024):

- Eigendorf (19)
- Feilendorf (18)
- Kainratsdorf (9)
- Kleinsierning (12)
- Linsberg (107)
- Oberhofen (18)
- Rammersdorf (47)
- St. Margarethen an der Sierning (597)
- Saudorf (19)
- Türnau (28)
- Unterradl (77)
- Wieden (38)
- Wilhersdorf (49)